# Desa Rendeng (administrativ by i Indonesien, Jawa Tengah, lat -6,80, long 110,86)
Desa Rendeng är en administrativ by i Indonesien.   Den ligger i provinsen Jawa Tengah, i den västra delen av landet, 400 km öster om huvudstaden Jakarta.